# Stuart Little 3 - Un topolino nella foresta
Stuart Little 3 - Un topolino nella foresta (Stuart Little 3: Call of the Wild) è un film del 2005 diretto da Audu Paden, sequel di Stuart Little 2 del 2002. A differenza dei predecessori è completamente realizzato in animazione.

## Trama
Tre anni dopo gli eventi del secondo film Stuart, Fiocco di Neve, la famiglia Little e Monty (che si era nascosto nella loro auto), lasciano New York City per una vacanza in campeggio vicino al Lago Garland. Una volta arrivati al lago, Stuart e George incontrano e si uniscono a un gruppo di scout con il padre Frederick che veglia su di loro. George eccelle nello scouting mentre sviluppa anche una relazione con una compagna di nome Brooke, ma Stuart ha difficoltà nel tenere il passo a causa della sua bassa statura. Tuttavia, incontra Reeko, una moffetta che generalmente non piace agli animali della foresta ed è segretamente in missione per dare cibo al suo capo, la "Bestia", una femmina di puma feroce, spietata, pericolosa e tirannica temuta da tutti gli animali, che costringe a racimolare per lei il cibo per la sua scorta invernale (infatti Reeko l'aveva spudoratamente insultata a voce alta qualche sera prima davanti alla sua presenza e pur di non farsi divorare, le aveva promesso che al sorgere della successiva luna piena le avrebbe portato più cibo del normale).
Per fortuna con gli scout e il capo-gruppo Bickle che lo guarda dall'alto in basso, Stuart fa un accordo con Reeko che consentirà a Stuart di imparare i trucchetti della foresta. Dopo essere stato invitato a cena con la famiglia dei Little, Reeko alla fine fa amicizia con Stuart. Poco dopo aver lasciato e deciso che il cibo che gli è stato dato non è abbastanza, Reeko trova Fiocco di Neve e lo induce a pensare che ci sia una festa al sorgere della luna piena, in modo così da consegnarlo alla bestia per saldare il suo debito. Fiocco di Neve si reca nella foresta quella notte e finisce per essere catturato dalla Bestia. Subito dopo aver visto Fiocco di Neve catturato, Stuart tenta di dire alla sua famiglia e agli scout la verità, ma si rifiutano di credergli perché pensano che Stuart stia solo raccontando storie.
Senza scelta, Stuart parte per salvare il suo amico da solo, ma incontrando Reeko, scopre che quest'ultimo è responsabile della scomparsa di Fiocco di Neve e continua ad andare nella foresta da solo, poiché sa che Reeko ha lavorato per la Bestia per tutto il tempo. Nel frattempo Fiocco di Neve viene portato nella grotta della Bestia, la quale nota la sua pelliccia e decide di farsi una coperta in modo che abbia qualcosa di caldo con cui riscaldarsi in inverno. Si rifiuta di mangiarlo solo quando il gatto suggerisce di farlo ingrassare prima, nutrendolo di larve per farlo diventare più grande. Poco dopo,  Eleanor Little scopre che Stuart è scomparso dopo aver trovato un biglietto che ha lasciato alla sua famiglia e organizza una spedizione con Frederick e gli scout. Intanto Stuart raggiunge la grotta della Bestia, dove riesce a sgattaiolare e a salvare Fiocco di Neve. Durante la loro fuga, Stuart e Fiocco di Neve si ritrovano messi all'angolo dalla Bestia, che Stuart riesce a sopraffarla con sale e pepe; dopo essere scappati, costruiscono una trappola coperta di foglie e bastoncini, per ingannare la Bestia in modo da intrappolarla. Avendo notato la trappola dopo che Fiocco di Neve la scopre accidentalmente e tentando di divorare Stuart, la Bestia si confronta con Reeko, che, dopo aver realizzato i suoi errori, si presenta con gli animali della foresta, decisi di aiutare Reeko dopo le sue scuse.
Reeko acceca la Bestia spruzzandole del liquido puzzolente, permettendo a Stuart, Fiocco di Neve e gli animali della foresta di distrarla e indurla a cadere nella trappola, venendo  catturata. Successivamente arrivano la famiglia Little e gli scout. Mentre la Bestia viene portata in uno zoo, Stuart guadagna il fazzoletto d'oro degli scout. Mentre la famiglia di Stuart si sta preparando a lasciare il Lago Garland, Reeko si scusa con Stuart per le sue azioni e il suo comportamento nei suoi confronti e gli animali della foresta, dicendo a Stuart che ha sbagliato a tradirlo. Nel mentre, Fiocco di Neve scopre che Monty, visibilmente ingrassato, ha trascorso tutto il tempo della vacanza bivaccando nei pressi di un lussuoso resort a cinque stelle che si trovava lì vicino, con grande dispiacere per il gatto domestico. Stuart quindi saluta Reeko prima che lui, Fiocco di Neve, Monty e i Little tornino a casa a New York City.